# Jörg Kammler
Jörg Kammler (* 11. Februar 1940 in Berlin; † 27. August 2018 in Osnabrück) war ein deutscher Politikwissenschaftler.

## Leben
Jörg Kammler war von 1965 bis 1967 als wissenschaftlicher Assistent bei Wolfgang Abendroth am Institut für Wissenschaftliche Politik der Universität Marburg tätig. Nach der Promotion in Marburg 1972 im Fach Politikwissenschaft über die frühen politischen Schriften von Georg Lukács forschte er von 1974 bis 1995 an der Gesamthochschule Kassel als Professor vor allem zur Politik des Nationalsozialismus und zu dessen Auswirkungen in Kassel und Nordhessen. Gemeinsam mit Frank Benseler edierte Jörg Kammler eine Ausgabe von Lukács politischen Schriften.
Jörg Kammler war ein Sohn von Hans Kammler, dessen schuldhaft exponierte Funktion in der Zeit des Nationalsozialismus für ihn „ein lebenslang zwingendes Motiv für die kritische Befassung mit der deutschen Zeitgeschichte und mit dem Denken und Handeln ihrer Akteure war“. Er gehörte zu den Mitbegründern des Studienkreises Deutscher Widerstand.

## Schriften (Auswahl)
- Ästhetizistische Lebensphilosophie. In: Heinz Ludwig Arnold (Hrsg.): Georg Lukács. (= Text + Kritik, Heft 39/40). Richard Boorberg Verlag, München 1973, ISBN 978-3-921402-92-4, S. 8–23.
- Politische Theorie von Georg Lukács. Struktur und historischer Praxisbezug bis 1929. Hermann Luchterhand Verlag, Darmstadt 1974, ISBN 3-472-72594-X.
- als Herausgeber: Georg Lukács. Taktik und Ethik 1918–1920. Hermann Luchterhand Verlag, Darmstadt 1975, ISBN 3-472-61039-5.
- mit Dietfrid Krause-Vilmar, Siegfried Kujawski, Wolfgang Prinz, Robert Wilmsmeier: Volksgemeinschaft und Volksfeinde. Kassel 1933–1945. Eine Dokumentation. (= Kasseler Quellen und Studien, Band 5). Hesse Verlag, Fuldabrück 1984, ISBN 3-924259-01-1.
- Ich habe die Metzelei satt und laufe über .... Kasseler Soldaten zwischen Verweigerung und Widerstand (1939–1945). Eine Dokumentation. Hesse Verlag, Fuldabrück 1997, ISBN 3-924259-09-7.